# Ruislip (métro de Londres)
Pour les articles homonymes, voir Ruislip (homonymie).
Ruislip est une station de la Metropolitan line et de la Piccadilly line du métro de Londres, en zone 6. Elle est située à Ruislip, dans le Borough londonien de Hillingdon.

## Histoire
La station Ruislip est mise en service le 4 juillet 1904, lors de l'ouverture de la ligne.

## À proximité
- Ruislip